# Diamphipnopsis samali
Diamphipnopsis samali är en bäcksländeart som beskrevs av Joachim Illies 1960. Diamphipnopsis samali ingår i släktet Diamphipnopsis och familjen Diamphipnoidae. Inga underarter finns listade i Catalogue of Life.